# As Ugly As They Wanna Be
Us Ugly as They Wanna Be – minialbum zespołu Ugly Kid Joe wydany w październiku 1991 roku. Tytuł jest parodią nazwy albumu As Nasty As They Wanna Be grupy 2 Live Crew's, wydanego w 1989 roku.
Dwa utwory z tej płyty nagrano z drobnymi zmianami na albumie America’s Least Wanted: w piosence Madman zmieniono wokal a w Everything About You dodano intro. Sweet Leaf jest kowerem zespołu Black Sabbath.
Utwór Everything About You wykorzystano w filmie Świat Wayne’a, dzięki czemu stał się hitem singlowym.

## Lista utworów
Opracowano na podstawie materiału źródłowego:
1. Madman – 3:37
2. Whiplash Liquor – 3:40
3. Too Bad – 5:54
4. Everything About You – 4:14
5. Sweet Leaf / Funky Fresh Country Club – 7:31
6. Heavy Metal - 0:25

## Nagrody i pozycja na listach
Album
| Rok  | Gdzie?        | Miejsce na liście przebojów |
| ---- | ------------- | --------------------------- |
| 1992 | Billboard 200 | 4                           |

Single
| Rok  | Album                | Gdzie?                 | Miejsce na liście przebojów |
| ---- | -------------------- | ---------------------- | --------------------------- |
| 1992 | Everything About You | Billboard Hot 100      | 9                           |
| 1992 | Everything About You | Mainstream Rock Tracks | 6                           |